# Baschet la Jocurile Olimpice de vară din 2012

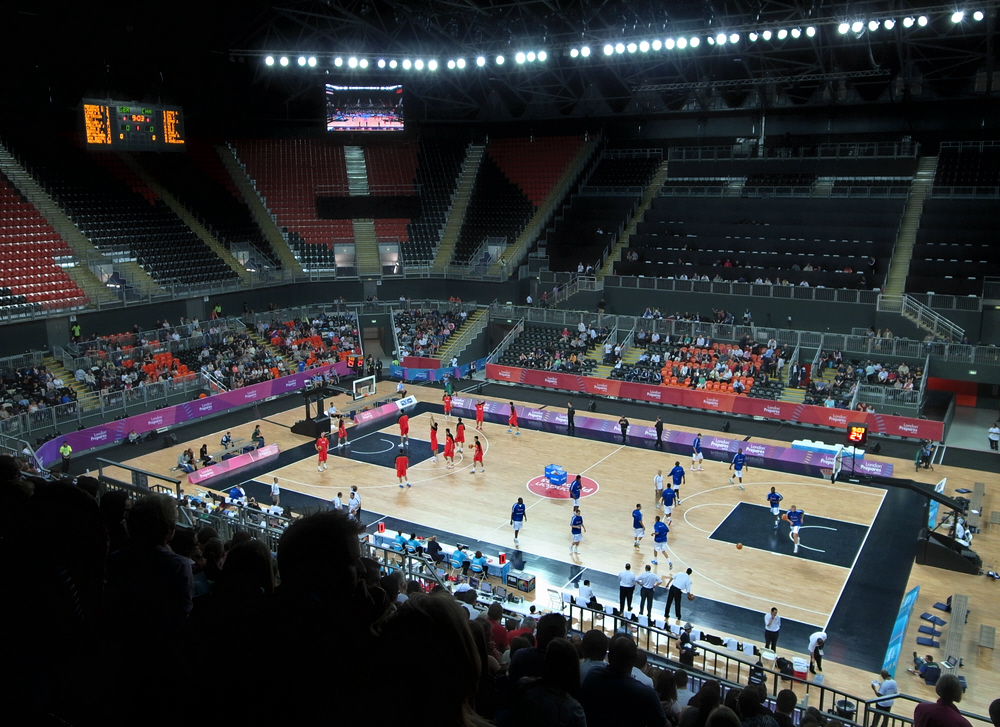
Arena Basketball, unul dintre cele două locuri de desfășurare ale competiției de baschet

Probele sportive de baschet la Jocurile Olimpice de vară din 2012 s-au desfășurat în perioada 28 iulie - 12 august 2012 la Londra, Marea Britanie. Competițiile s-au ținut în nou-construita arenă Basketball, care poate găzdui 12.000 de spectatori, și în arena O2 (numită temporar arena North Greenwich pentru că numele publicitare sunt interzise în timpul JO).

## Competiția
Doisprezece țări calificate au fost așezate în două grupe care consistă în șase echipe. După câteva meciuri, cele mai bune patru echipe au avansat spre o rundă care a decis cui i se înmânează medaliile.

### Calendarul competiției
| P | Preliminar | ¼ | Sfert de finală | ½ | Semifinală | F | Finală |

| Categorie↓/Dată → | Sâm 28 | Dum 29 | Lun 30 | Mar 31 | Mie 1 | Joi 2 | Vin 3 | Sâm 4 | Dum 5 | Lun 6 | Mar 7 | Mie 8 | Joi 9 | Vin 10 | Sâm 11 | Dum 12 |
| ----------------- | ------ | ------ | ------ | ------ | ----- | ----- | ----- | ----- | ----- | ----- | ----- | ----- | ----- | ------ | ------ | ------ |
| Masculin          |        | P      |        | P      |       | P     |       | P     |       | P     |       | ¼     |       | ½      |        | F      |
| Feminin           | P      |        | P      |        | P     |       | P     |       | P     |       | ¼     |       | ½     |        | F      |        |

### Competiția masculină
Selecția aleatorie a grupelor din cadrul turneului masculin al competiției a avut loc pe data de 30 aprilie 2012. 
| Grupa A                    | Grupa B        |
| -------------------------- | -------------- |
| Argentina                  | Australia      |
| Franța                     | Brazilia       |
| Lituania                   | China          |
| Nigeria                    | Marea Britanie |
| Statele Unite ale Americii | Rusia          |
| Tunisia                    | Spania         |

### Competiția feminină
Selecția aleatorie a grupelor din cadrul turneului feminin al competiției a avut loc pe data de 30 aprilie 2012. 
| Group A                    | Group B        |
| -------------------------- | -------------- |
| Angola                     | Australia      |
| China                      | Brazilia       |
| Cehia                      | Canada         |
| Croația                    | Franța         |
| Statele Unite ale Americii | Marea Britanie |
| Turcia                     | Rusia          |

## Medaliați
| Probă    | Aur | Argint | Bronz |
| Masculin | Statele Unite ale Americii (USA) · Tyson Chandler · Kevin Durant · LeBron James · Russell Westbrook · Deron Williams · Andre Iguodala · Kobe Bryant · Kevin Love · James Harden · Chris Paul · Anthony Davis · Carmelo Anthony · | Spania (ESP) · Pau Gasol · Rudy Fernández · Sergio Rodríguez · Juan Carlos Navarro · José Calderón · Felipe Reyes · Víctor Claver · Fernando San Emeterio · Sergio Llull · Marc Gasol · Serge Ibaka · Víctor Sada ·             | Rusia (RUS) · Alexey Shved · Timofey Mozgov · Sergey Karasev · Vitaly Fridzon · Alexander Kaun · Evgeny Voronov · Victor Khryapa · Semyon Antonov · Sergey Monya · Dmitry Khvostov · Anton Ponkrashov · Andrei Kirilenko · |
| Feminin  | Statele Unite ale Americii (USA) · Lindsay Whalen · Seimone Augustus · Sue Bird · Maya Moore · Angel McCoughtry · Asjha Jones · Tamika Catchings · Swin Cash · Diana Taurasi · Sylvia Fowles · Tina Charles · Candace Parker ·   | Franța (FRA) · Isabelle Yacoubou · Endéné Miyem · Clémence Beikes · Sandrine Gruda · Edwige Lawson-Wade · Céline Dumerc · Florence Lepron · Émilie Gomis · Marion Laborde · Élodie Godin · Emmeline Ndongue · Jennifer Digbeu · | Australia (AUS) · Jenna O'Hea · Samantha Richards · Jennifer Screen · Abby Bishop · Suzy Batkovic · Kathleen MacLeod · Kristi Harrower · Laura Summerton · Belinda Snell · Rachel Jarry · Liz Cambage · Lauren Jackson ·   |

## Clasament pe medalii
| Loc   | Țară                       | Aur | Argint | Bronz | Total |
| ----- | -------------------------- | --- | ------ | ----- | ----- |
| 1     | Statele Unite ale Americii | 2   | 0      | 0     | 2     |
| 2     | Franța                     | 0   | 1      | 0     | 1     |
| 2     | Spania                     | 0   | 1      | 0     | 1     |
| 4     | Australia                  | 0   | 0      | 1     | 1     |
| 4     | Rusia                      | 0   | 0      | 1     | 1     |
| Total | Total                      | 2   | 2      | 2     | 6     |